# New Forest District
New Forest ist ein District in der Grafschaft Hampshire im Süden Englands, der nach der gleichnamigen Landschaft New Forest benannt ist. Verwaltungssitz ist Lyndhurst.
Der Bezirk wurde am 1. April 1974 gebildet und entstand aus der Fusion des Borough Lymington, des Rural District New Forest und eines Teils des Rural District Ringford and Fordingbridge.
New Forest ist einer der bevölkerungsreichsten Distrikte in England, der nicht den Status einer Unitary Authority erhalten hat. Zwar hat 1995 die für die Gemeindereform zuständige Parlamentskommission einen entsprechenden Vorschlag gemacht, doch die damalige Regierung lehnte diesen ab.

## Liste der Ortschaften
| - Allum Green - Ashlett - Ashley - Ashurst - Bank - Bartley - Barton on Sea - Bashley - Battramsley - Beaulieu - Beckley - Bickton - Bisterne - Blackfield - Blashford - Blissford - Bolderwood - Boldre - Bramshaw - Bransgore - Breamore - Brockenhurst - Brook - Brookheath - Bucklers Hard - Burgate - Burley - Bull Hill - Cadnam | - Calshot - Colbury - Copythorne - Crow - Damerham - Denny Lodge - Dibden - Dibden Purlieu - Downton - East Boldre - East End - East Mills - Emery Down - Ellingham - Everton - Exbury - Fawley - Fordingbridge - Fritham - Frogham - Furze Hill - Godshill - Gorley Lynch - Hale - Hangersley - Harbridge - Hardley - Hightown - Highwood | - Hinton - Holbury - Hordle - Hungerford - Hyde - Hythe - Ibsley - Keyhaven - Langley - Lepe - Linbrook - Linford - Linwood - Lopshill - Lower Daggons - Lymington - Lyndhurst - Marchwood - Martin - Milford on Sea - Minstead - Mockbeggar - Netley Marsh - New Milton - Norley Wood - North Charford - North Gorley - Ogdens - Ossemsley | - Ower - Pennington - Picket Hill - Picket Post - Pilley - Portmore - Poulner - Ringwood - Rockbourne - Rockford - Sandford - Sandleheath - Shobley - Sopley - South Baddesley - South Charford - South Gorley - Stuckton - Sway - Tinkers Cross - Tiptoe - Totton and Eling - Turmer - Walhampton - Whitsbury - Winsor - Woodgreen - Woodlands - Wootton |